# テンセグリティ

最も単純なテンセグリティ構造（T3プリズム）。3つの圧縮部材（緑）はそれぞれ他の2つと対称であり、端から端まで対称である。各端は3本のケーブル（赤）に接続されており、これらが張力を提供し、スカイロンの3本のケーブルがその先細りの柱の底端を定義するのと同じ方法で、その端の位置を正確に定義する。

テンセグリティ（tensegrity）または浮遊圧縮（Floating compression）は、張力と圧縮力のバランスによって構造が安定するシステムである。棒状の部材（圧縮材）は互いに接触せず、ケーブルやワイヤーなどの張力材によって空中に浮かぶように配置され、全体として力の流れが均衡している。
軽量で柔軟ながらも強固なテンセグリティ構造は、人体の骨格のような自然界から、建築物やロボット工学、玩具といった人工物まで幅広く応用されている。
この用語は1960年代に建築家のバックミンスター・フラーによって張力統合（tensional integrity）のかばん語として造語された。

## 概念
テンセグリティの本質は、いくつかの構造原理により特徴づけられる：
1. 連続張力：テンセグリティの基本として、張力要素(通常はケーブルまたは腱)は構造全体を包む連続ネットワークを形成する。これにより機械的応力の均等分散が可能となり、構造形状を維持し、システム全体の安定性と柔軟性に貢献する。
2. 不連続圧縮：支柱や棒などの圧縮構成要素は、互いに直接接触せず、張力ネットワーク内に吊り下げられている点が特徴である。これにより剛性接続の必要性が排除され、システムの構造効率と復元力が向上する。
3. プレストレス：テンセグリティ構造の重要な側面は、組立過程で張力要素が締められるプレストレス状態である。プレストレスは構造剛性と安定性に大きく貢献し、すべての要素が常に張力または圧縮状態にあることを保証する。
4. 自己平衡：テンセグリティ構造は自己平衡しており、構造全体に内部応力を自動的に分散する。これにより構造完全性を失うことなく変動荷重に適応できる。
5. 最小主義と効率性：テンセグリティシステムは最小主義の設計哲学を採用し、最大の構造強度を達成するために最小量の材料を利用する。
6. 拡張性とモジュール性：テンセグリティの設計原理は拡張性とモジュール構造を可能にする。テンセグリティ構造は特定の要件に応じてサイズと複雑さを容易に適応または拡張できる。

このような構造的特徴から、各部材には曲げモーメントやせん断応力が作用しない。その結果、構造全体の質量や使用部材の断面積に比して、極めて高い強度と剛性を実現できる。
これらの原理が総合的に作用することで、テンセグリティ構造は強度、復元力、柔軟性という優れたバランスを両立させる。この特性が、建築、ロボット工学、生体力学といった多岐にわたる分野での応用を可能にしているのである。

## 初期の例

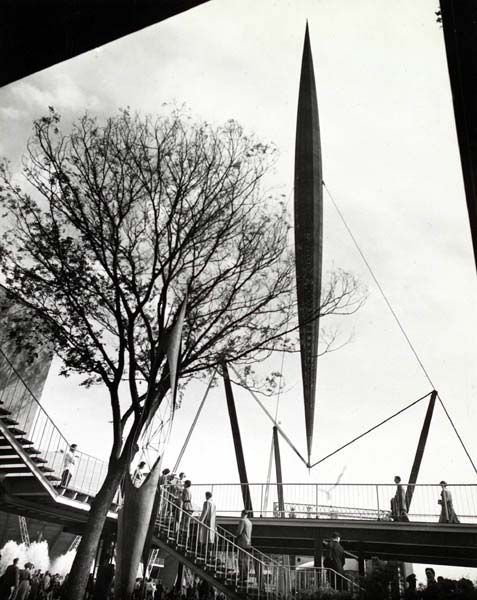
1951年:Festival of Britainのスカイロン

テンセグリティの概念的構成要素は1951年のスカイロンに見られる。6本のケーブルが、各端に3本ずつ、塔を所定位置に保持している。底部に接続された3本のケーブルがその位置を「定義」している。他の3本のケーブルは単にそれを垂直に保っている。
3棒テンセグリティ構造（上記のT3プリズムの回転図に示される）は、このより単純な構造を基盤としている：各緑色棒の端はスカイロンの上部と底部のように見える。任意の2本のケーブル間の角度が180°未満である限り、棒の位置は明確に定義される。3本のケーブルが安定性に必要な最小限である一方で、美的目的と冗長性のために各ノードに追加のケーブルを取り付けることができる。例えば、ケネス・スネルソンは、それぞれ5本のケーブルに接続されたノードを使用して構築された反復パターンを使用している。
エレノア・ハートニーは、これらの構造の重要な美的品質として視覚的透明性を指摘している。 Korkmazらは、軽量テンセグリティ構造が適応型建築に適していると論じている。

## 応用

### 建築
テンセグリティは1960年代に建築での応用が増加し始めた。マチェイ・ギントフトとマチェイ・クラシンスキがスポデクアリーナ複合施設（ポーランドのカトヴィツェ）を設計し、テンセグリティの原理を採用した最初の主要構造の一つとなった。屋根は、その周囲を支持するケーブルシステムによって制御される傾斜面を使用している。テンセグリティ原理はデイビッド・ガイガーのソウルオリンピック体操競技場（1988年夏季オリンピック用）とジョージアドーム（1996年夏季オリンピック用）でも使用された。タンパベイ・レイズメジャーリーグ野球チームの本拠地であるトロピカーナフィールドも、大きなテンセグリティ構造に支持されたドーム屋根を持っている。

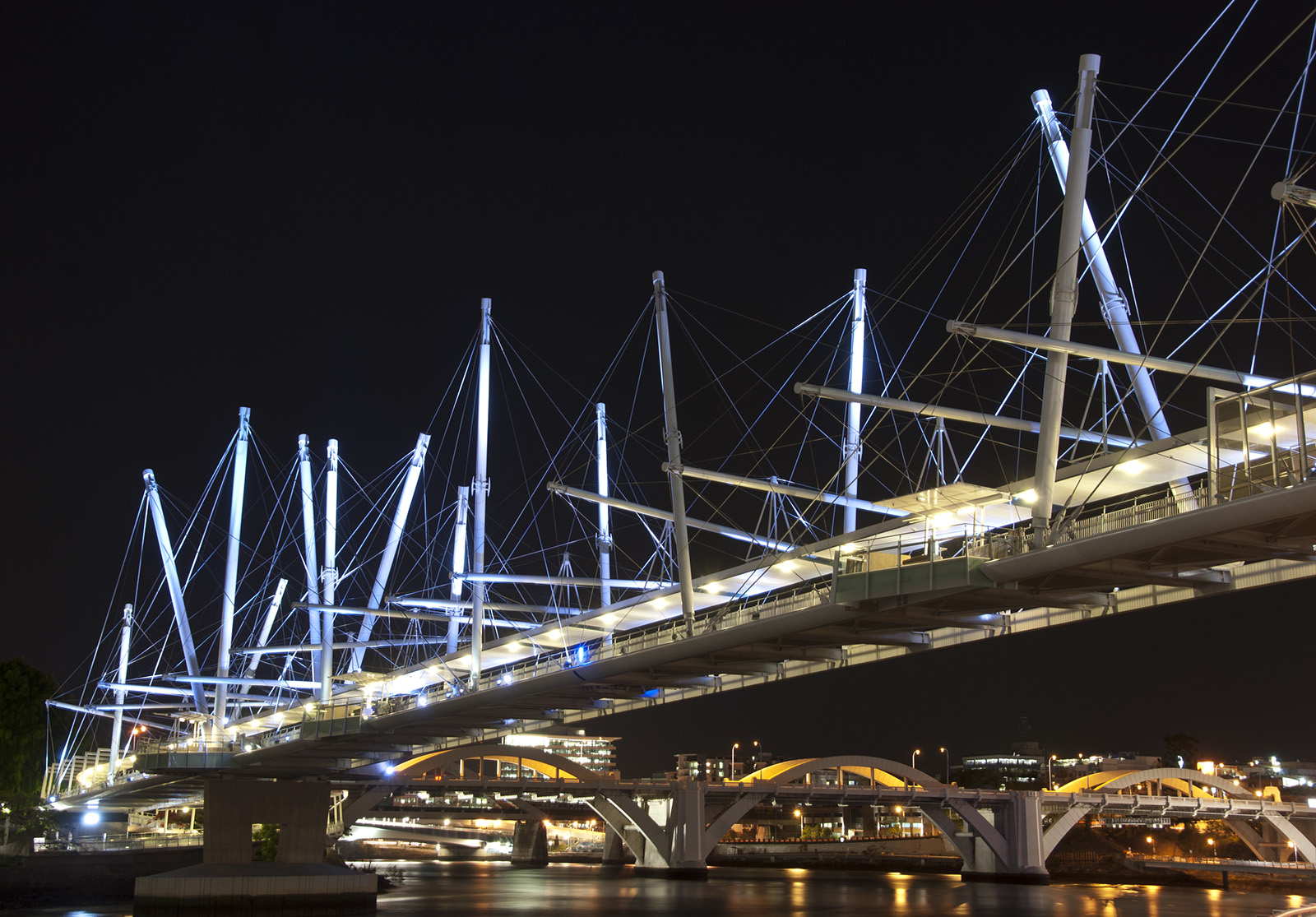
世界最大のテンセグリティ橋、クリルパ橋 – ブリスベン

2009年10月4日、オーストラリアクイーンズランド州のブリスベン川にクリルパ橋が開通した。テンセグリティの原理に基づいた多重マスト、ケーブル滞在構造であり、現在世界最大のテンセグリティ橋である。

### ロボティクス

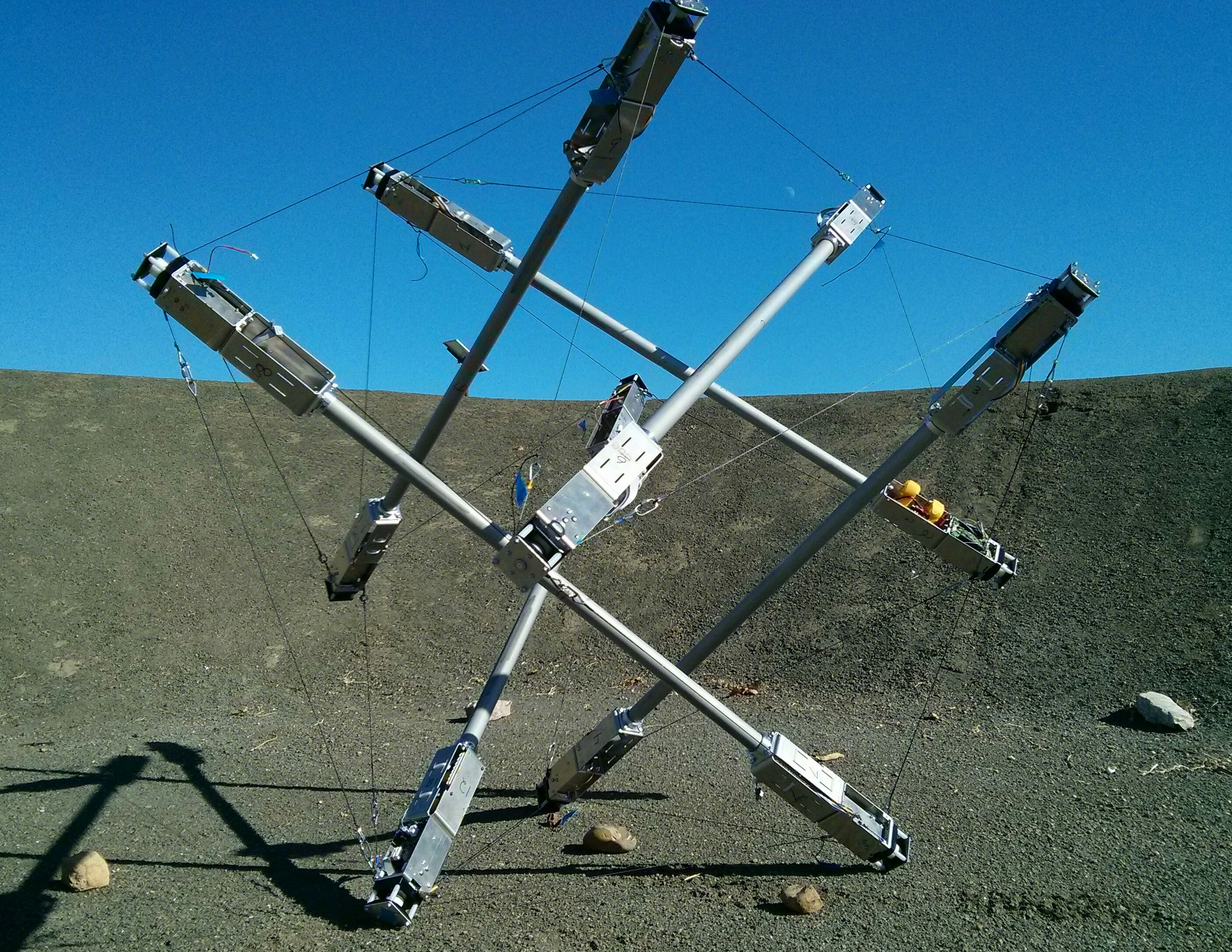
2014年:エイムズ研究センターのスーパーボールボットは、エアバッグなしで他の惑星に着陸し、探査のために移動可能な初期プロトタイプである。テンセグリティ構造は着陸衝撃力を吸収する構造コンプライアンスを提供し、ケーブル長を変更することで運動が適用される。

2000年代初頭以来、テンセグリティは軽量で復元力のあるロボットを設計する潜在能力のためロボット工学者の関心を引いている。多数の研究がテンセグリティローバー、 生体模倣ロボット、 モジュラーソフトロボットを調査している。最も有名なテンセグリティロボットはスーパーボールボットであり、 6棒テンセグリティ構造を使用した宇宙探査用ローバーをNASA エイムズ研究センターで開発中である。

### 解剖学
スティーブン・レビンによって造語されたバイオテンセグリティ(Biotensegrity)は、生物学的構造へのテンセグリティ原理の拡張理論的応用である 。筋肉、骨、筋膜、靭帯、腱、または剛性および弾性細胞膜などの生物学的構造は、張力部分と圧縮部分の調和によって強くなる。人間の運動器は筋肉と結合組織の連続ネットワークから構成され、 骨は不連続圧縮支持を提供し、神経系は電気刺激を通じて生体内の張力を維持する。レビンは人間の脊椎もテンセグリティ構造であると主張しているが、構造的観点からこの理論に対する裏付けはない。

### 生化学
ドナルド・E・イングバーは分子生物学で観察される多数の現象を記述するためのテンセグリティ理論を開発している 。例えば、細胞の表現される形状、それが適用圧力への反応、基質との相互作用など、すべては細胞の細胞骨格をテンセグリティとして表現することにより数学的にモデル化できる。さらに、自然界全体に見られる幾何学的パターン（DNAのらせん、ボルボックスの測地ドーム、バックミンスターフラーレンなど）も、化合物、タンパク質 、さらには器官の自発的自己組立にテンセグリティの原理を適用することに基づいて理解される可能性がある。この見解は、テンセグリティの張力-圧縮相互作用が安定性を維持し構造復元力を達成するために必要な材料を最小化する方法によって支持されているが、生理学的科学内で生物学的枠組み内の不活性材料との比較は広く受け入れられた前提を持っていない。 したがって、自然選択圧力はテンセグリティ様式で組織された生物学的システムを好む可能性が高い。
イングバーによる説明：
フラーのドームやスネルソンの彫刻に代表されるこれらの構造物では、張力を担う部材が、隣り合う部材同士を最短経路で結んでいます（これは定義上、ジオデシック（測地線的）な配置と言えます）。張力という力は、そもそも2点間の最短距離を伝わる性質を持っています。そのため、テンセグリティ構造の部材は、応力に対して最も効率よく抵抗できるように精密に配置されているのです。こうした理由から、テンセグリティ構造は最小の部材で最大の強度を発揮することができるのです。
発生学において、リチャード・ゴードンは胚分化波が「分化小器官」によって伝播されると提案した。 ここで細胞骨格は「細胞状態分割器」と呼ばれる細胞の頂端で双安定テンセグリティ構造に組み立てられる。

## 起源と美術史

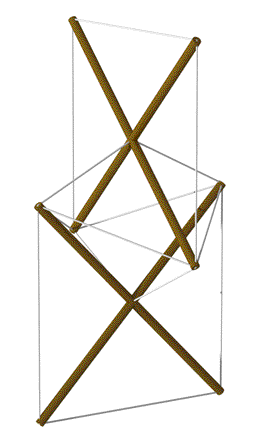
ケネス・スネルソンの1948年Xモジュール設計。2つのモジュールの柱に具体化している

テンセグリティの起源は明確には分かっていない 。皮革フレームカヤックや障子など、多くの伝統的構造は類似の方法で張力と圧縮要素を使用している。
ロシアの芸術家ヴィアチェスラフ・コレイチュクは、テンセグリティのアイデアは最初にカールリス・ヨハンソンス（ロシア語およびドイツ語でカール・イオガンソン）（lv）、1921年のロシア構成主義主要展覧会に一部作品を寄稿したラトビア人系ソビエトアヴァンギャルド芸術家によって発明されたと主張した。 コレイチュクの主張は1921年構成主義展覧会の作品の一つについてマリア・ゴフによって支持された。 スネルソンは構成主義者を自身の作品への影響として認めている フランスのエンジニア、ダビッド・ジョルジュ・エメリッヒもカールリス・ヨハンソンスの作品（と工業デザインアイデア）がテンセグリティ概念を予見しているように思えることに言及している。
実際、いくつかの科学論文がこの事実を証明しており、イオガンソンによって開発された最初のシンプレックス構造（3本の棒と9本の腱で作られた）の画像を示している。
1948年、芸術家のケネス・スネルソンは
（バックミンスター・フラーが講義していた）ブラック・マウンテン・カレッジやその他の場所での芸術的探求の後、革新的な「Xピース」を制作した。数年後、「テンセグリティ」という用語は測地ドームで最もよく知られているフラーによって造語された。フラーは経歴を通じて、ダイマクション住宅の枠組みなどで、自身の作品に張力構成要素を組み込む実験を行っていた。
スネルソンの1948年の革新は、フラーに即座にスネルソンからマストを委託させた。1949年、フラーはこの技術に基づいてテンセグリティ-二十面体を開発し、彼と学生たちは迅速にさらなる構造を開発し、ドーム建設にこの技術を適用した。休止の後、スネルソンもテンセグリティ概念に基づく多数の彫刻を制作するようになった。彼の主要作品群は1959年にニューヨーク近代美術館で重要な展覧会が開催されたときに始まった。MOMA展覧会で、フラーはマストと他の作品を展示していた。 この展覧会で、スネルソンは、フラーと展覧会主催者とのマストの功績に関する議論の後、展示ケースにもいくつかの作品を展示した。
スネルソンの最もよく知られた作品は1968年の26.5-meter-high (87-foot)の『ニードルタワー』である。

## テンセグリティの数学
少なくとも一部のテンセグリティ構造の荷重はオーセティック応答と負のポアソン比を引き起こす。例えば、T3プリズムと6支柱テンセグリティ二十面体である。

### テンセグリティプリズム
3棒テンセグリティ構造（3方向プリズム）は、圧縮部材「棒」の所定の（共通）長さ（合計3本）と、棒端を接続する張力ケーブル「腱」の所定の（共通）長さ（合計6本）に対して、隣接する棒底部と棒上部を接続する腱の（共通）長さの特定値が存在し、これが構造を安定形状に保持させるという特性を持つ。このような構造について、棒上部によって形成される三角形と棒底部によって形成される三角形が5π/6（ラジアン）の角度で互いに回転していることを証明するのは直接的である。
いくつかの2段階テンセグリティ構造の安定性（「プレストレス可能性」）はSultan他によって分析されている。
T3プリズム（トリプレックスとしても知られる）は、直線三角プリズムの形状発見を通じて得ることができる。その自己平衡状態は、底面三角形がπ/6のねじり角によって分離された平行平面にあるときに与えられる。その独特な自己応力状態の公式は以下で与えられる：{\displaystyle \omega =\omega _{1}[-{\sqrt {3}},-{\sqrt {3}},-{\sqrt {3}},{\sqrt {3}},{\sqrt {3}},{\sqrt {3}},1,1,1,1,1,1]^{T}}ここで、最初の3つの負の値は圧縮下の内部構成要素に対応し、残りは張力下のケーブルに対応する。

### テンセグリティ二十面体

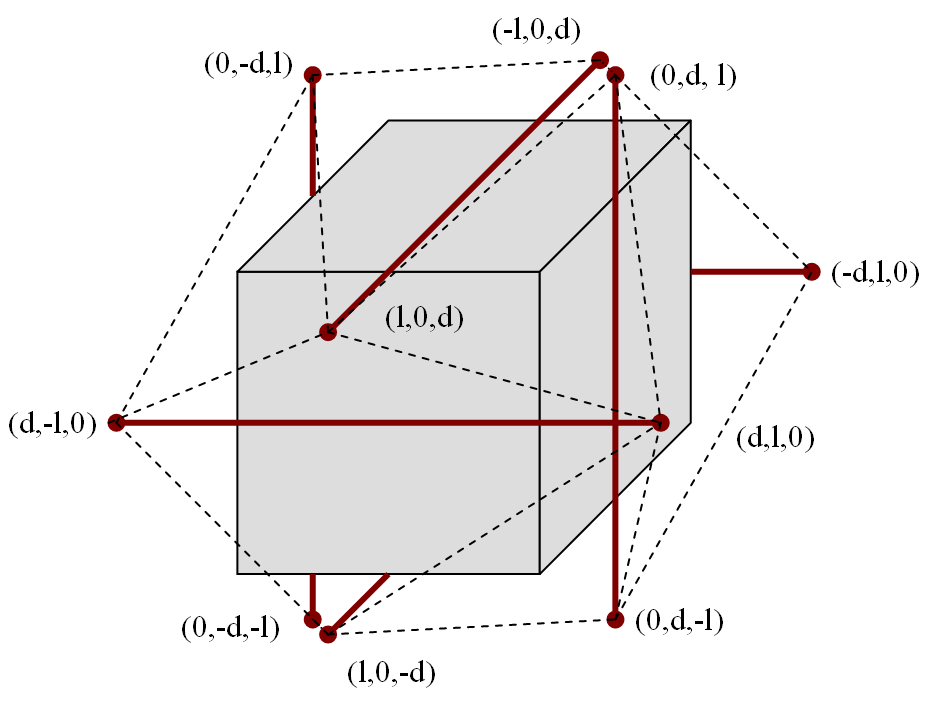
テンセグリティ二十面体の数学的モデル

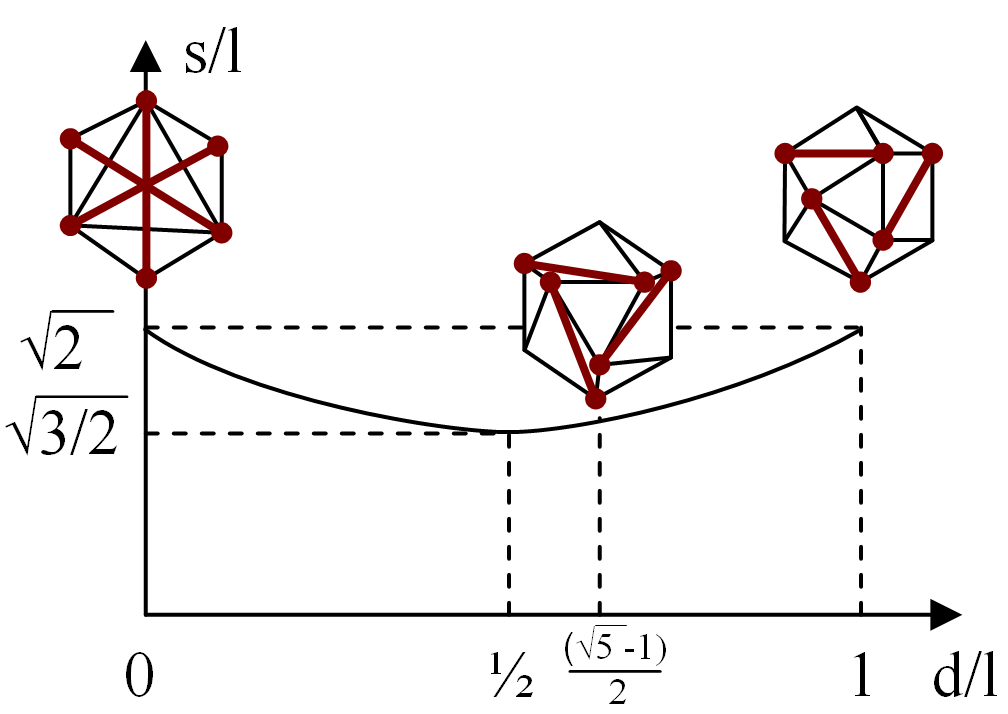
腱と支柱の長さの比率に応じたテンセグリティ二十面体の異なる形状

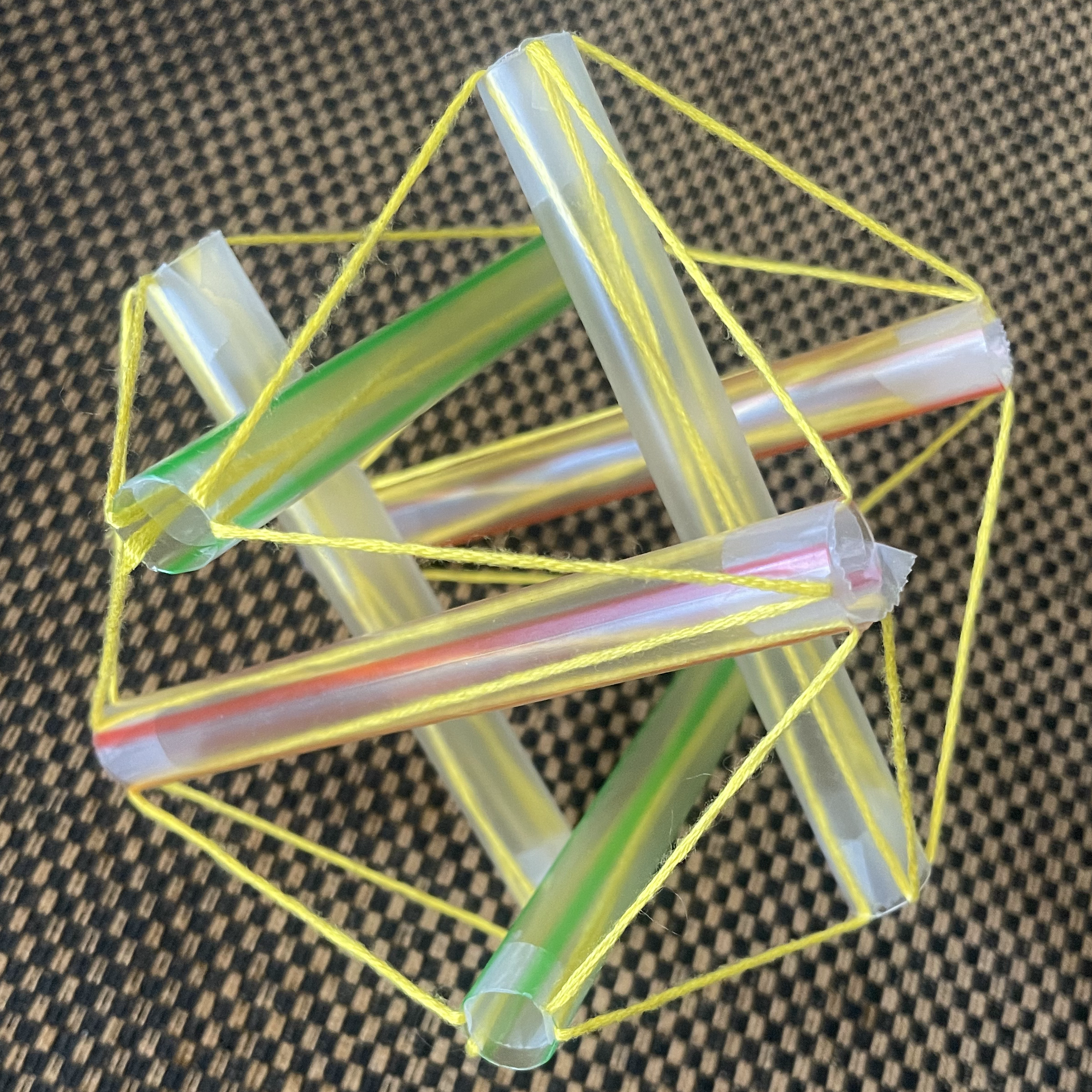
ストローと糸で作られたテンセグリティ二十面体

1949年にスネルソンによって最初に研究されたテンセグリティ二十面体は、 イェッセンの二十面体と呼ばれる多面体の辺に沿って支柱と腱を持つ。これは無限小移動性を伴うが安定した構造である 。これを見るために、原点を中心とした辺長2dの立方体を考える。各立方体面の平面に長さ2lの支柱を配置し、各支柱が面の一辺と平行で面の中心にあるようにする。さらに、各支柱は立方体の反対面の支柱と平行であるが、他のすべての支柱とは直交するべきである。一つの支柱のデカルト座標が(0, d, l)と(0, d, -l)である場合、その平行支柱の座標はそれぞれ(0, -d, -l)と(0, -d, l)である。他の支柱端（頂点）の座標は座標を置換することで得られる。例えば、(0, d, l)→ (d, l, 0) → (l, 0, d)（立方体の主対角線での回転対称）。
任意の2つの隣接する頂点(0, d, l)と(d, l, 0)間の距離sは
{\displaystyle s^{2}=(d-l)^{2}+d^{2}+l^{2}=2\left(d-{\frac {1}{2}}\,l\right)^{2}+{\frac {3}{2}}\,l^{2}}
所定の長さ2lの支柱と所定の長さsの腱（隣接する頂点を接続）で構築されたこの図形を、{\displaystyle s>{\sqrt {\frac {3}{2}}}\,l}として想像する。この関係式はdに対して2つの可能な値があることを教えている：一つは支柱を押し合わせることで実現され、もう一つは引き離すことで実現される。特定の場合{\displaystyle s={\sqrt {\frac {3}{2}}}\,l}では、2つの極端が一致し、{\displaystyle d={\frac {1}{2}}\,l}となり、したがってこの図形は安定したテンセグリティ二十面体である。このパラメータ選択により頂点はイェッセンの二十面体の位置を得る。これらは正二十面体とは異なり、正二十面体では{\displaystyle d}と{\displaystyle l}の比率は2ではなく黄金比になる。しかし、両方の座標セットは立方八面体から正八面体（極限ケースとして）までの連続的な位置族に沿って存在し、これらはらせん収縮/拡張変換によって結ばれている。この立方八面体の運動学は、テンセグリティ二十面体の運動の幾何学である。これは最初にH. S. M. コクセターによって記述され、 後にバックミンスター・フラーによって「ジッターバグ変換」と呼ばれた。
テンセグリティ二十面体は上記関係の極値点を表すため、無限小移動性を持つ：腱の長さsの小さな変化（例えば腱を伸ばすことによる）は、支柱の距離2dのはるかに大きな変化をもたらす。

## 特許
- アメリカ合衆国特許第 3,063,521号, "Tensile-Integrity Structures," 1962年11月13日, バックミンスター・フラー.
- フランス特許第1,377,290号, "Construction de Reseaux Autotendants", 1964年9月28日, ダビッド・ジョルジュ・エメリッヒ.
- フランス特許第1,377,291号, "Structures Linéaires Autotendants", 1964年9月28日, ダビッド・ジョルジュ・エメリッヒ.
- アメリカ合衆国特許第 3,139,957号, "Suspension Building" (アスペンションとも呼ばれる), 1964年7月7日, バックミンスター・フラー.
- アメリカ合衆国特許第 3,169,611号, "Continuous Tension, Discontinuous Compression Structure," 1965年2月16日, ケネス・スネルソン.
- アメリカ合衆国特許第 3,866,366号, "Non-symmetrical Tension-Integrity Structures," 1975年2月18日, バックミンスター・フラー.

## 基本テンセグリティ構造

最も単純なテンセグリティ構造、3プリズム
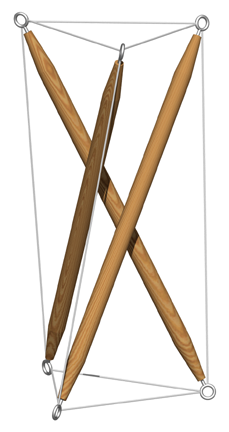
別の3プリズム
類似構造だが4つの圧縮部材を持つ
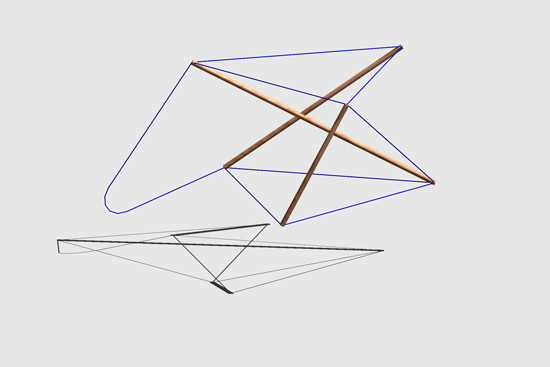
カール・イオガンソンによるプロト・テンセグリティプリズム、1921年[gallery 1]
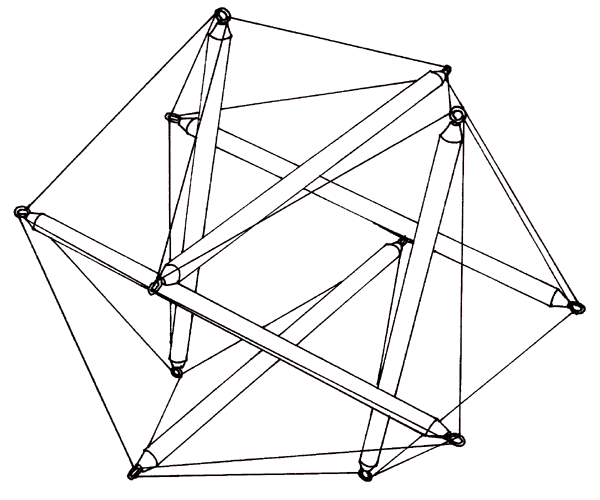
テンセグリティ二十面体、バックミンスター・フラー、1949年[gallery 2]
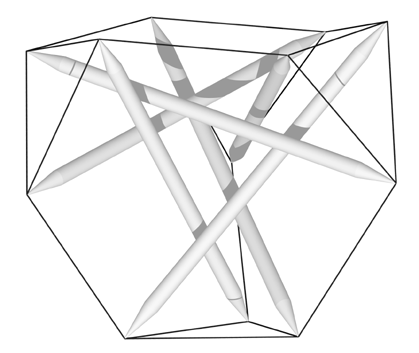
テンセグリティ四面体、フランチェスコ・デッラ・サッラ、1952年[gallery 3]
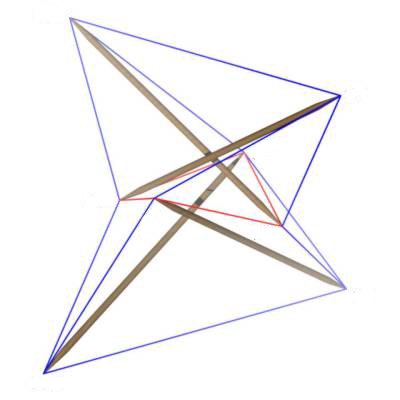
テンセグリティXモジュール四面体、ケネス・スネルソン、1959年[gallery 4]

## テンセグリティ構造

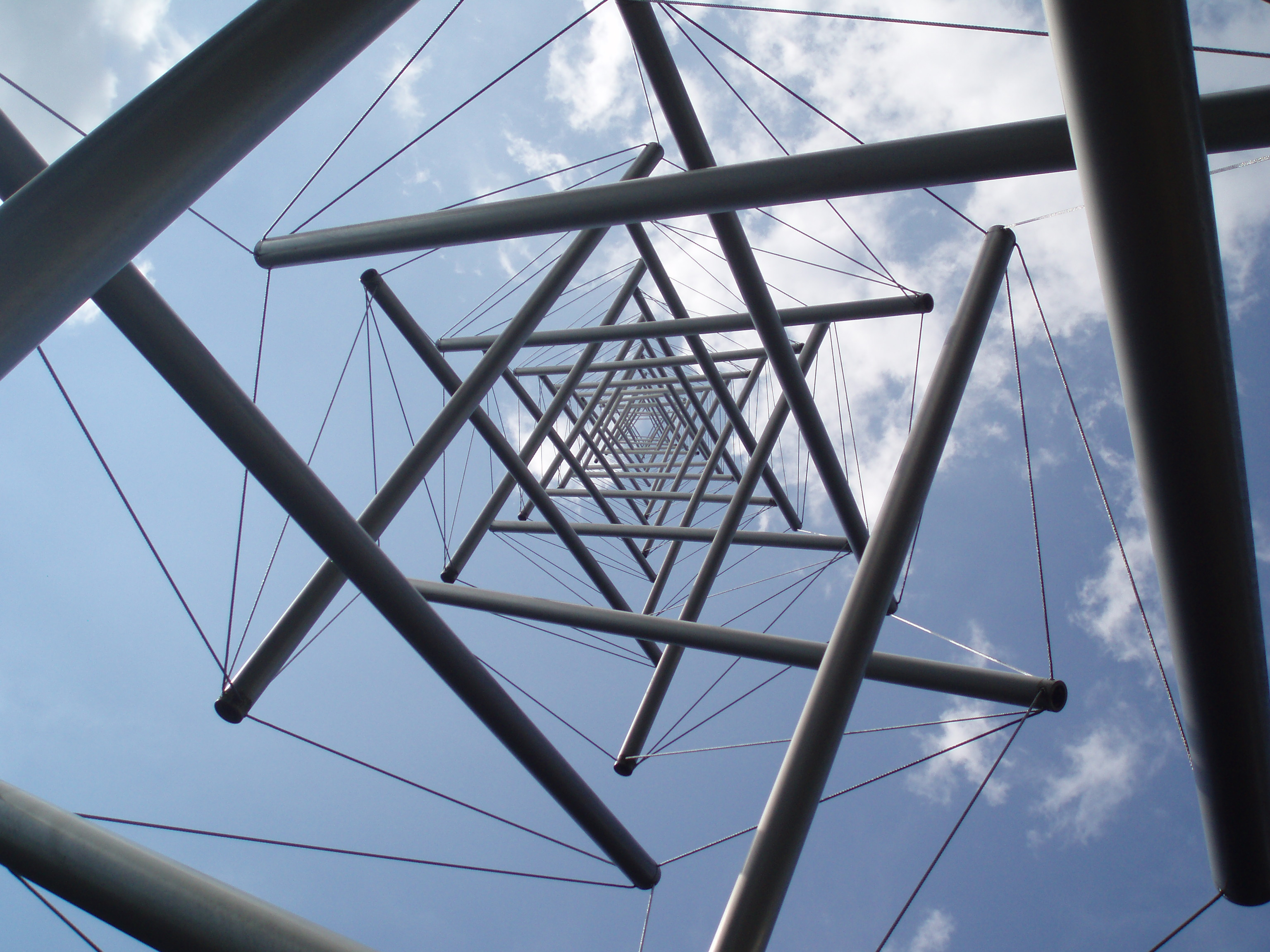
ケネス・スネルソンのニードルタワー芸術彫刻.
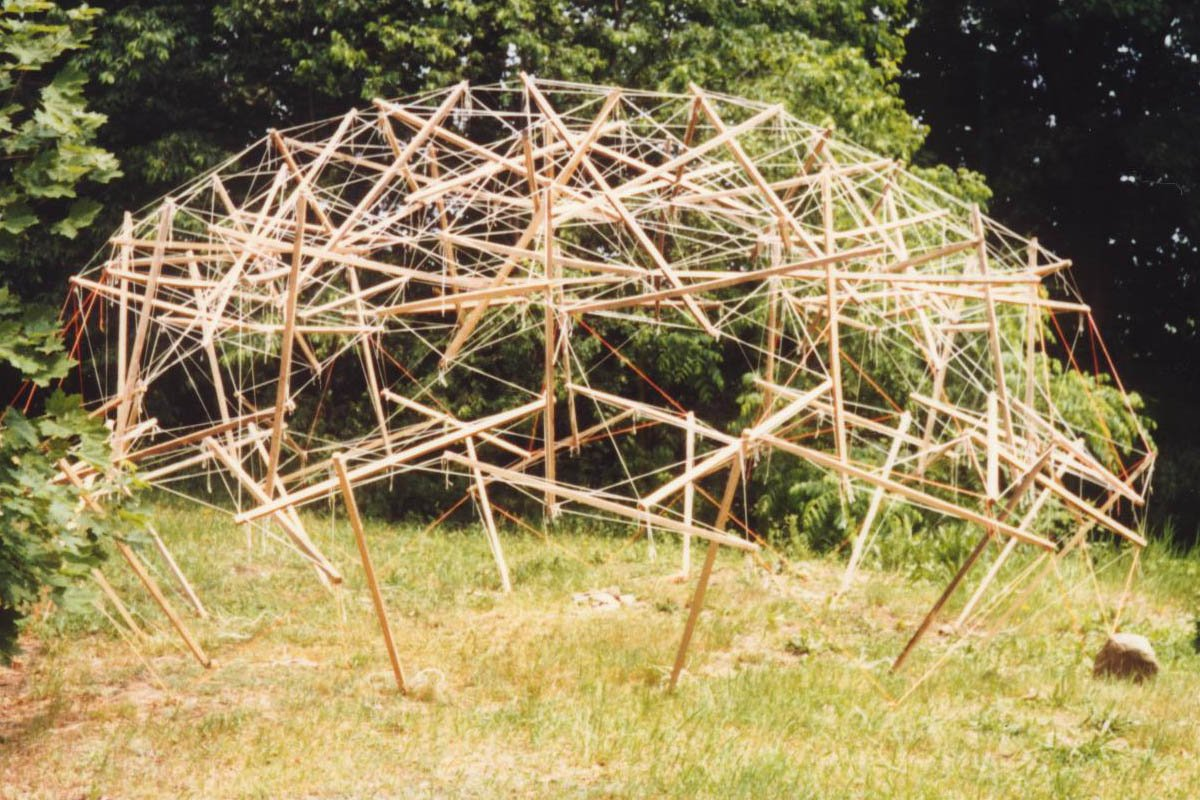
庭の杭とナイロン糸で作られた住宅の庭に建てられたテンセグリティドーム、2009年
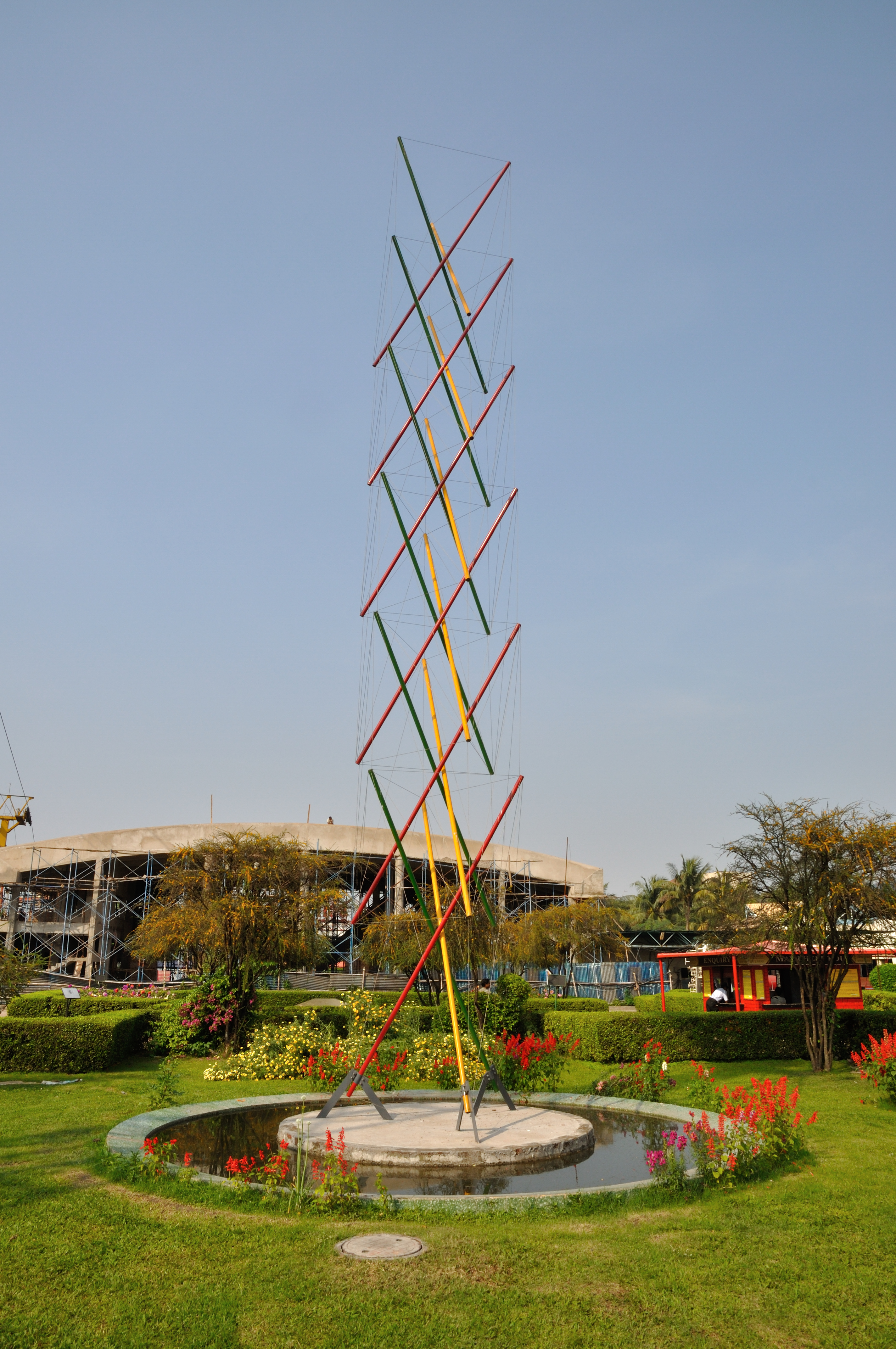
サイエンスシティ、コルカタの12m高テンセグリティ構造展示.
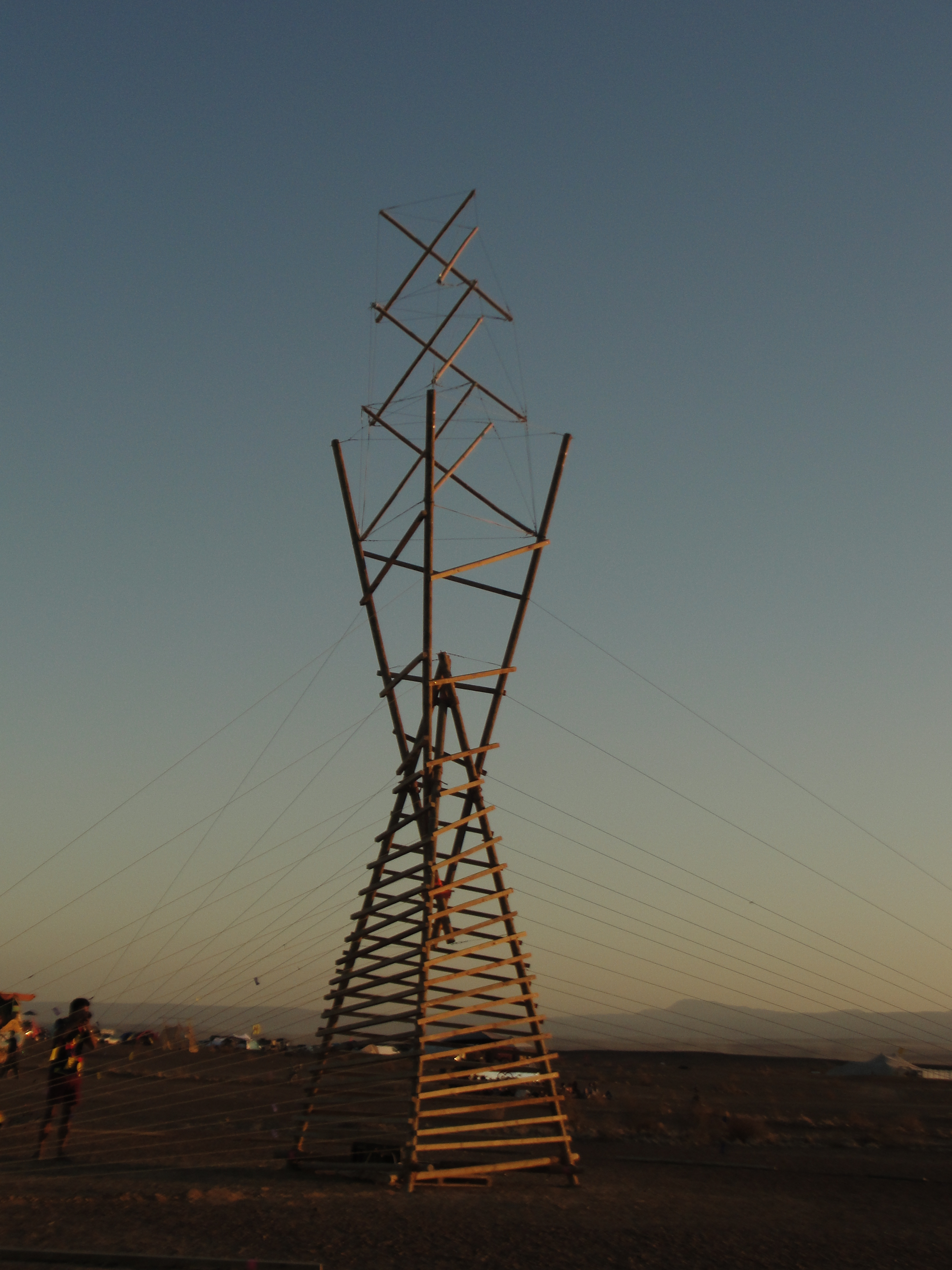
『Dissipate』、バーニングマン地域イベントであるAfrikaBurnで建設されたテンセグリティ構造を含む砂時計塔芸術彫刻、2015年

## 化学において
時に高度に歪んだ分子は、キュバンや1.1.1-プロペランのように、容易にアクセス可能な分解経路がないため驚くほど安定である可能性がある。

## 注記
1. ↑  Gómez-Jáuregui 2010, p. 28. Fig. 2.1
2. ↑  Fuller & Marks 1960, Fig. 270
3. ↑  Fuller & Marks 1960, Fig. 268.
4. ↑  Lalvani 1996, p. 47

## 参考書目
- Fuller, R. Buckminster (1961). “Tensegrity”. Portfolio and Art News Annual (4):  112–127, 144, 148.
- (1982). Synergetics: Explorations in the Geometry of Thinking. I. Macmillan. ISBN 978-0-02-065320-2
- (1983). Synergetics 2: Further Explorations in the Geometry of Thinking. 2. Macmillan. ISBN 978-0-02-092640-5 オンライン
- ; Marks, Robert W. (1973). The Dymaxion World of Buckminster Fuller. Anchor Books. Figs. 261–280. ISBN 978-0-385-01804-3 フラーの視点からのテンセグリティの範囲についての良い概観と、ほとんどの場合慎重な帰属を伴う初期構造の興味深い概観。
- Kenner, Hugh (1976). Geodesic Math and How to Use It. University of California Press. ISBN 978-0-520-02924-8 2003年再版 ISBN 0520239318. これはテンセグリティの数学を学び、模型を構築するための良い出発点である。
- Gómez-Jáuregui, Valentin (2007) (スペイン語). Tensegridad. Estructuras Tensegríticas en Ciencia y Arte. Santander: Universidad de Cantabria. ISBN 978-84-8102-437-1
- (2010). Tensegrity Structures and their Application to Architecture. Santander: Servicio de Publicaciones de la Universidad de Cantabria. ISBN 978-84-8102-575-0
- Gough, Maria (Spring 1998). “In the Laboratory of Constructivism: Karl Ioganson's Cold Structures”. October 84:  90–117. doi:10.2307/779210. JSTOR 779210.
- Juan, S. J.; Tur, J M (July 2008). “Tensegrity frameworks: Static analysis review”. Mechanism and Machine Theory 43 (7):  859–81. doi:10.1016/j.mechmachtheory.2007.06.010.
- Korkmaz, Sinan; Bel Hadj Ali, Nizar; Smith, Ian F.C. (June 2011). “Determining Control Strategies for Damage Tolerance of an Active Tensegrity Structure”. Engineering Structures 33 (6):  1930–1939. Bibcode: 2011EngSt..33.1930K. doi:10.1016/j.engstruct.2011.02.031.  オリジナルの29 September 2011時点におけるアーカイブ。.
- Korkmaz, Sinan; Bel Hadj Ali, Nizar; Smith, Ian F.C. (January 2012). “Configuration of Control System for Damage Tolerance of a Tensegrity Bridge”. Advanced Engineering Informatics 26 (1):  145–155. doi:10.1016/j.aei.2011.10.002.
- Lalvani, Haresh, ed (1996). “Origins of Tensegrity: Views of Emmerich, Fuller and Snelson”. International Journal of Space Structures 11 (1–2):  27–55. doi:10.1177/026635119601-204.
- Souza, Thales R.; Fonseca, Sérgio T.; Gonçalves, Gabriela G.; Ocarino, Juliana M.; Mancini, Marisa C. (October 2009). “Prestress revealed by passive co-tension at the ankle joint”. Journal of Biomechanics 42 (14):  2374–80. doi:10.1016/j.jbiomech.2009.06.033. PMID 19647832.

## 参考図書
- Edmondson, Amy (2007). "A Fuller Explanation", Emergent World LLC
- Forbes, Peter (2010). “9. The Push and Pull Building System”. The Gecko's Foot: How Scientists are Taking a Leaf from Nature's Book. Harper Collins. pp. 197–230. ISBN 978-0-00-740547-3
- Hanaor, Ariel (1997). “13. Tensegrity: Theory and Application”. In Gabriel, J. François. Beyond the Cube: The Architecture of Space Frames and Polyhedra. Wiley. pp. 385–408. ISBN 978-0-471-12261-6
- Masic, Milenko; Skelton, Robert E.; Gill, Philip E. (August 2005). “Algebraic tensegrity form-finding”. International Journal of Solids and Structures 42 (16–17):  4833–4858. doi:10.1016/j.ijsolstr.2005.01.014. 彼らはテンセグリティの任意の線形変換もまたテンセグリティであるという注目すべき結果を提示している。
- Morgan, G.J. (2003). “Historical Review: Viruses, Crystals and Geodesic Domes”. Trends in Biochemical Sciences 28 (2):  86–90. doi:10.1016/S0968-0004(02)00007-5. PMID 12575996.
- Motro, R. (1992). “Tensegrity Systems: The State of the Art”. International Journal of Space Structures 7 (2):  75–84. doi:10.1177/026635119200700201.
- Pugh, Anthony (1976). An Introduction to Tensegrity. University of California Press. ISBN 978-0-520-03055-8.  オリジナルの4 May 2008時点におけるアーカイブ。 2008年5月9日閲覧。
- Snelson, Kenneth (November 1990). “Letter to R. Motro”. International Journal of Space Structures.
- Vilnay, Oren (1990). Cable Nets and Tensegric Shells: Analysis and Design Applications, New York: Ellis Horwood Ltd.
- Wang, Bin-Bing (1998). “Cable-strut systems: Part I – Tensegrity”. Journal of Constructional Steel Research 45 (3):  281–89. doi:10.1016/S0143-974X(97)00075-8.
- Wilken, Timothy (2001). Seeking the Gift Tensegrity, TrustMark